# Michael Ruffin
Pour les articles homonymes, voir Ruffin.
Michael Ruffin, né le 21 janvier 1977 à Denver dans le Colorado, est un joueur et entraîneur américain de basket-ball. Il évolue au poste d'ailier fort.